# Хорошилова, Галина Васильевна
Галина Васильевна Хорошилова (род. 14 декабря 1940) — российский, советский педагог. Народный учитель СССР (1988).

## Биография
Галина Хорошилова родилась 14 декабря 1940 года.
В годы войны ребёнком пережила блокаду Ленинграда.
После окончания Ленинградского государственного пединститута им. А. И. Герцена в 1964 году приехала в Магадан, где в школе № 1 оказалось вакантным место химика.
В 1965 году в школе № 1 по инициативе учащихся, увлечённых химией под руководством молодого педагога, образовалось ученическое химическое общество (УХО), члены которого традиционно становились победителями олимпиад по химии самого разного уровня, включая российский. Десятки учеников стали профессиональными химиками, учёными, работают в иностранных фирмах, преподают в университетах и школах.
В 1995 и 1999 годах стала лауреатом конкурса «Соросовский учитель», а в 2006-м получила диплом и денежное вознаграждение, став одним из победителей конкурса в рамках приоритетного национального проекта «Образование».
17 мая 2009 года Магаданская городская Дума за многолетний, плодотворный и добросовестный труд, значительный вклад в развитие образования в городе Магадане присвоила педагогу, учителю химии муниципального общеобразовательного учреждения «Лицей № 1 имени Н. К. Крупской», звание «Почётный гражданин города Магадана».
С 2009 года проживает в Ленинградской области.

## Звания и награды
- Заслуженный учитель школы РСФСР (1976)
- Народный учитель СССР (1988)
- Премия имени Н. К. Крупской (1985)[1]
- Значок «Отличник народного просвещения РСФСР»
- Почётный работник образования Магаданской области
- Почётный гражданин Магадана (2009)